# Kärnmagnetisk resonansspektroskopi

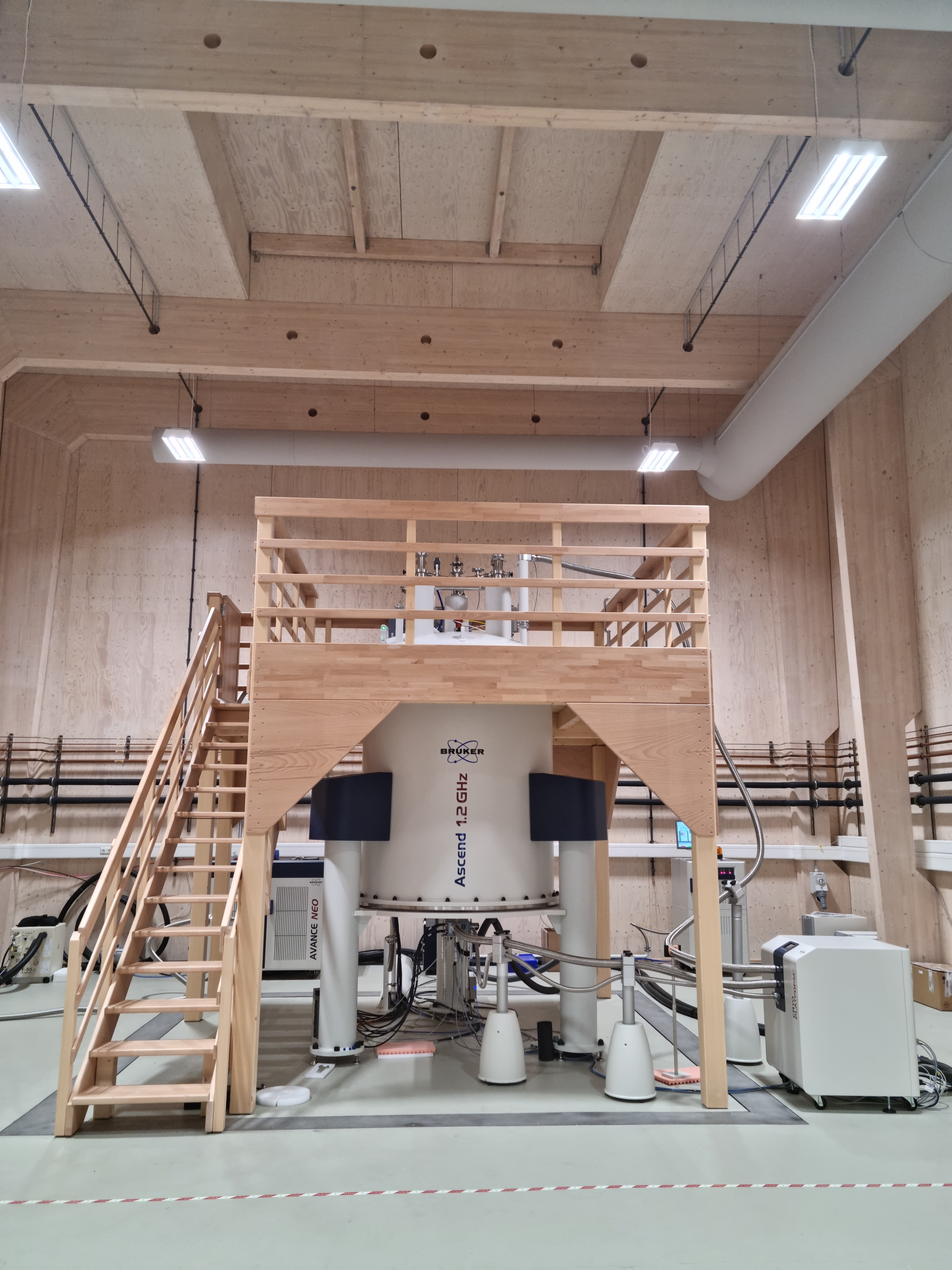
1.2 GHz NMR magnet i Forschungszentrum Jülich, Tyskland, med kompressor och konsol i bakgrunden och en kryoplattform till höger om den. I förgrunden syns 5-Gausslinjen.

Kärnmagnetisk resonansspektroskopi, eller NMR-spektroskopi, är en spektroskopisk metod som bland annat används för att studera molekylstrukturer med hjälp av kärnmagnetisk resonans.
För att få ett spektrum på sitt prov med hjälp av kärnmagnetisk resonans måste man placera det i ett starkt magnetfält och sedan utsätta det för radiofrekvenspulser (Elektromagnetiska vågor). Detta gör att de atomkärnorna i provet som är magnetiska exhalteras, och när de återgår till sitt ursprungsläge avger de i sin tur elektromagnetiska vågor som mottagaren fångar upp. Det är dessa som sedan visas i ett spektrum.
Instrumentet som används kallas för NMR-spektrometer består i princip av en kraftig magnet, en radiosändare, radiomottagare och en analysdator där man får fram spektrum och styr instrumentet.